# Pianină

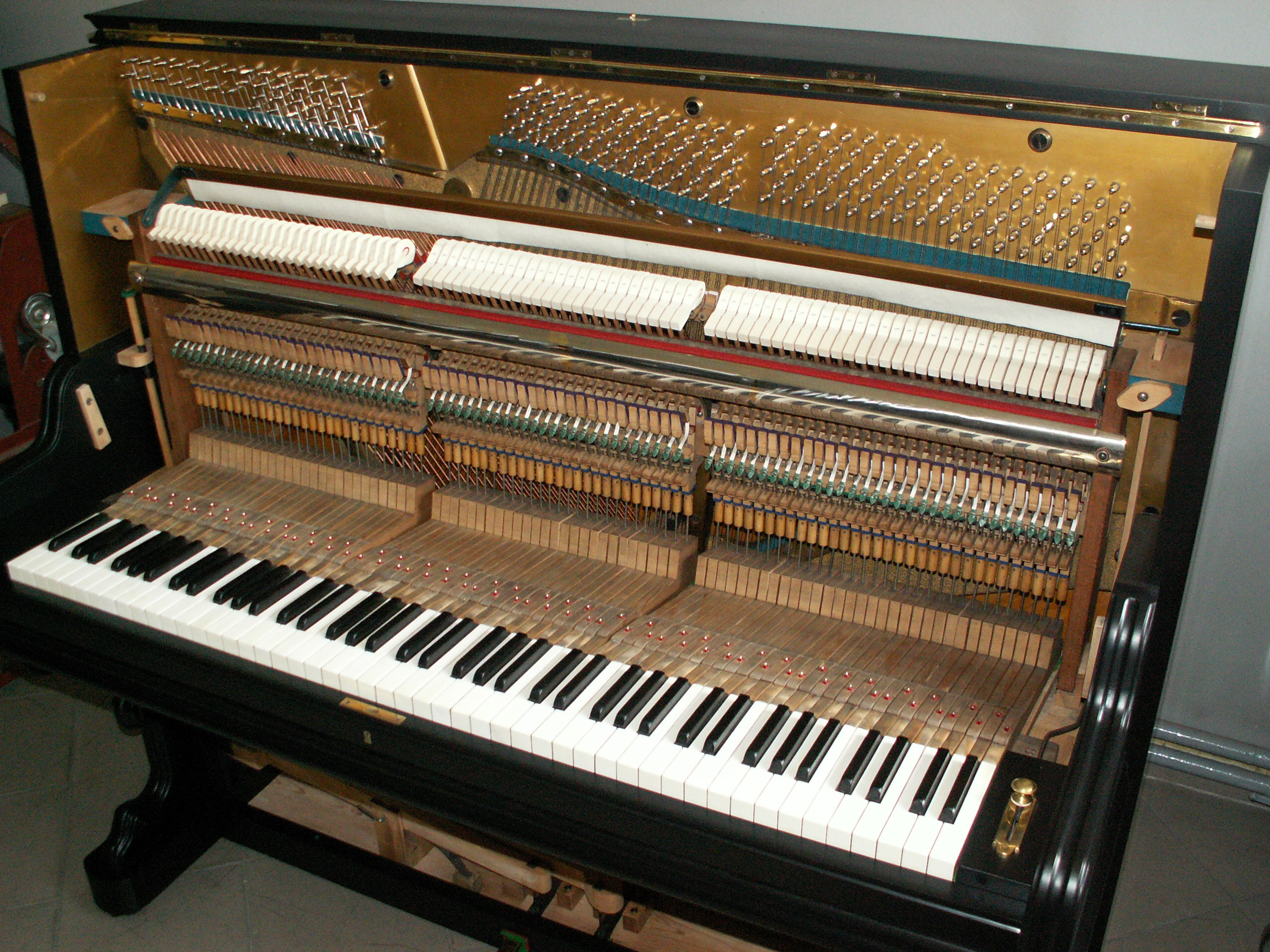
Pianină

Pianina este un pian de proporții și de sonoritate reduse, care are cutia de rezonanță în formă de paralelipiped și coardele dispuse vertical.